# Wadim Szakszakbajew
Wadim Szamiljewicz Szakszakbajew (ros. Вадим Шамильевич Шакшакбаев; ur. 9 października 1971 w Pietropawłowsku) – kazachski łyżwiarz szybki reprezentujący także ZSRR.

## Kariera
Pierwszy sukces na arenie międzynarodowej Wadim Szakszakbajew odniósł 20 stycznia 1995 roku w Davos, kiedy zwyciężył w biegu na 500 m w ramach Pucharu Świata. Dzień później powtórzył ten wynik. Na podium zawodów tego cyklu stanął jeszcze jeden raz, 6 stycznia 1996 roku w Medeo, zajmując trzecie miejsce na 1000 m. Najlepsze wyniki osiągnął w sezonie 1994/1995, kiedy był ósmy w klasyfikacji końcowej 500 m. Na mistrzostwach świata jego najlepszym wynikiem było siódme miejsce w biegu na 500 m wywalczone podczas dystansowych mistrzostwach świata w Hamar w 1996 roku i rozgrywanych rok później MŚ w Warszawie. W 1992 roku wystąpił na igrzyskach olimpijskich w Albertville, zajmując czternaste miejsce w biegu na 500 m. Na rozgrywanych dwa lata później igrzyskach w Lillehammer był dwunasty na 500 m i dwudziesty na dwukrotnie dłuższym dystansie. Brał także udział w igrzyskach olimpijskich w Nagano w 1998 roku, gdzie rywalizację na 500 m zakończył na 24. pozycji. W 1998 roku zakończył karierę.